# U 60 (U-Boot, 1939)
U 60 war ein U-Boot vom Typ II C, das im Zweiten Weltkrieg von der deutschen Kriegsmarine eingesetzt wurde.

## Geschichte
Der Bauauftrag für das Boot wurde am 21. Juli 1937 an die Deutschen Werke in Kiel vergeben. Die Kiellegung erfolgte am 1. Oktober 1938, der Stapellauf am 1. Juni 1939, die Indienststellung unter Oberleutnant zur See Georg Schewe am 22. Juli 1939.
Das Boot gehörte von seiner Indienststellung bis zum 31. Dezember 1939 als Ausbildungs- und Frontboot zur U-Flottille „Emsmann“ in Kiel. Bei der Neugliederung der U-Flottillen kam U 60 am 1. Januar 1940 zur 1. U-Flottille in Kiel. Nach seiner Zeit als Frontboot wurde es vom 19. November 1940 bis zum März 1945 als Schulboot in der 21. U-Flottille in Pillau eingesetzt. Es wurde schließlich am 5. Mai 1945 in Wilhelmshaven selbstversenkt.
U 60 unternahm neun Feindfahrten, auf denen es drei Schiffe mit einer Gesamttonnage von 7.561 BRT versenkte und ein Schiff mit 15.434 BRT beschädigte.

## Einsatzstatistik

### Erste Feindfahrt
Das Boot lief am 4. November 1939 um 7.00 Uhr von Kiel aus und lief am 21. November 1939 wieder dort ein. Auf dieser 18 Tage dauernden Unternehmung in die Nordsee und westlich der Orkneys wurden keine Schiffe versenkt oder beschädigt.
Das Boot verlegte am 4. Dezember 1939 von Kiel nach Wilhelmshaven.

### Zweite Feindfahrt
Das Boot lief am 12. Dezember 1939 um 13.00 Uhr von Wilhelmshaven aus und lief am 19. Dezember 1939 um 22.34 Uhr in Kiel ein. Auf dieser sieben Tage dauernden Minenunternehmung wurden neun TMB-Minen vor Lowestoft gelegt und ein Schiff mit 4.373 BRT versenkt.
- 19. Dezember 1939: Versenkung des britischen Dampfers City of Kobe (Lage) mit 4.373 BRT. Das Schiff wurde durch einen Minentreffer versenkt. Es hatte Kohle und Stückgut geladen und war auf dem Weg von Antwerpen über Tyne und Hull nach Alexandria. Das Schiff gehörte zum Konvoi FS-5 mit 53 Schiffen. Es gab einen Toten und 30 Überlebende.

### Dritte Feindfahrt
Das Boot lief am 9. Januar 1940 um 13.20 Uhr von Kiel aus und lief am 21. Januar 1940 um 14.53 Uhr in Wilhelmshaven ein. Auf dieser 13 Tage dauernden und 1.504 sm langen Unternehmung in die Nordsee und an die britische Ostküste wurden keine Schiffe versenkt oder beschädigt.

### Vierte Feindfahrt
Das Boot lief am 14. Februar 1940 um 6.45 Uhr von Wilhelmshaven aus und lief am 29. Februar 1940 um 18.45 Uhr wieder dort ein. Auf dieser 16 Tage dauernden und 1.981 sm über und 272 sm unter Wasser langen Unternehmung in die Nordsee wurden keine Schiffe versenkt oder beschädigt.

### Fünfte Feindfahrt
Das Boot lief am 4. April 1940 um 8.12 Uhr zum Unternehmen Weserübung von Wilhelmshaven aus und lief am 27. April 1940 um 2.03 Uhr in Kiel ein. Das Boot lief am 14. April 1940 um 11.53 Uhr zur Ergänzung in Bergen ein und lief am gleichen Tag um 17.23 Uhr wieder aus. Auf dieser 23 Tage dauernden und 2.055 sm über und 467,6 sm unter Wasser langen Unternehmung vor Bergen wurden keine Schiffe versenkt oder beschädigt.

### Sechste Unternehmung
Das Boot lief am 18. Mai 1940 um 9.10 Uhr von Kiel aus und lief am 11. Juni 1940 um 9.35 Uhr wieder dort ein. Auf dieser 22 Tage dauernden und 1.790 sm über und 432 sm unter Wasser langen Unternehmung in die Nordsee und den Ärmelkanal wurden keine Schiffe versenkt oder beschädigt.

### Siebente Feindfahrt
Das Boot lief am 30. Juli 1940 um 8.00 Uhr von Kiel aus und am 18. August 1940 um 10.57 Uhr in Lorient ein. Das Boot lief am 3. August 1940 um 23.08 Uhr zur Ergänzung in Bergen ein und am 4. August 1940 um 22.25 Uhr wieder aus. Auf dieser 24 Tage dauernden und 2.337,2 sm über und 247,8 sm unter Wasser langen Unternehmung in den Nordatlantik und den Nordkanal wurde ein Schiff mit 1.787 BRT versenkt.
- 13. August 1940: Versenkung des schwedischen Dampfers Nils Gorthon (Lage) mit 1.787 BRT. Der Dampfer wurde durch einen G7e-Torpedo versenkt. Er hatte 743 t Holzbrei geladen und war auf dem Weg von St. John’s nach Ridham Dock. Es gab vier Tote und 17 Überlebende.

### Achte Feindfahrt
Das Boot lief am 21. August 1940 um 19.00 Uhr von Lorient aus und lief am 6. September 1940 um 20.38 Uhr wieder dort ein. Auf dieser 17 Tage dauernden und 2.195 sm über und 192,6 sm unter Wasser langen Unternehmung in den Nordatlantik, den Nordkanal und zu den Hebriden wurde ein Schiff mit 1.401 BRT versenkt und ein Schiff mit 15.434 BRT beschädigt.
- 31. August 1940: Beschädigung des niederländischen Dampfers Volendam mit 15.434 BRT. Der Dampfer wurde durch zwei Torpedos beschädigt. Er hatte Stückgut geladen und befand sich auf dem Weg von Liverpool nach New York.

- 3. September 1940: Versenkung des britischen Dampfers Ulva (Lage) mit 1.401 BRT. Der Dampfer wurde durch einen G7e-Torpedo versenkt. Er hatte Kohle geladen und befand sich auf dem Weg von Newport nach Gibraltar. Es gab drei Tote und 17 Überlebende.

### Neunte Feindfahrt
Das Boot lief am 16. September 1940 um 16.00 Uhr von Lorient aus und lief am 8. Oktober 1940 um 13.02 Uhr in Kiel ein. Das Boot lief am 2. Oktober 1940 um 20.30 Uhr zur Ergänzung in Bergen ein und am 5. Oktober 1940 um 1.00 Uhr wieder dort aus. Auf dieser 22 Tage dauernden und 2.671 sm über und 247 sm unter Wasser langen Unternehmung im Pentland Firth und der Nordsee wurden keine Schiffe versenkt oder beschädigt.

## Verbleib
Das Boot wurde am 5. Mai 1945 in der Westkammer der IV. Einfahrt (Raederschleuse) in Wilhelmshaven gemäß dem lange bestehenden, allerdings von Großadmiral Dönitz noch am Abend des 4. Mai 1945 aufgehobenen Regenbogen-Befehl von seiner Besatzung selbstversenkt und nach Kriegsende verschrottet.